# دستجرده (طارم)
دستجرده روستایی در ایران است که در دهستان دستجرده واقع شده‌است. خَرجِرده ۹۱۲ نفر جمعیت دارد.